# Jacek Dabert
Jacek Cezary Dabert – polski biolog, dr hab. nauk biologicznych, profesor Instytutu Biologii Środowiska Wydziału Biologii Uniwersytetu im. Adama Mickiewicza w Poznaniu.

## Życiorys
W 1991 obronił pracę doktorską pt. Roztocze piór (Astigmata; Analogidea, Freyanoidea, Pterolichoidea) ptaków siewkowatych (Charadrii, Scolopaci) z Polski, 29 marca 2004 habilitował się na podstawie dorobku naukowego i pracy. 11 lutego 2009 nadano mu tytuł profesora w zakresie nauk biologicznych. Pełni funkcję profesora w Instytucie Biologii Środowiska na Wydziale Biologii Uniwersytetu im. Adama Mickiewicza w Poznaniu.
Objął funkcję członka prezydium Komitetu Biologii Środowiskowej i Ewolucyjnej, a także członka Komitetu Biologii Organizmalnej II Wydziału Nauk Biologicznych Rolniczych Polskiej Akademii Nauk, członka Ministerstwa Nauki i Szkolnictwa Wyższego Zespołu Specjalistycznego, Interdyscyplinarnego, Doradczego i Zadaniowe Ministra; Zespołu Interdyscyplinarnego do spraw Programu Wspierania Infrastruktury Badawczej w ramach Funduszu Nauki i Technologii Polskiej i dyrektora Instytutu Biologii Środowiska Wydziału Biologii Uniwersytetu im. Adama Mickiewicza w Poznaniu.
Był zastępcą przewodniczącego Komitetu Zoologii II Wydziału Nauk Biologicznych Polskiej Akademii Nauk.
W 2021 odznaczony Krzyżem Kawalerskim Orderu Odrodzenia Polski.

## Publikacje
- 1992: Morphological adaptation for precopulatory guarding in astigmatic mites (Acari: Acaridida)[1]
- 1999: New species of Syringophilidae from African birds [Acari: Prostigmata][1]
- 1999: Phylogeny and co-speciation in feather mites of the subfamily Avenzoariinae (Analgoidea: Avenzoariidae)[1]
- 2007: Syringoplutarchusia nordmanni, a new genus and species of the feather mite family Syringobiidae [Acari, Astigmata, Pterolichoidea] from the Black-winged Pratincole Glareola nordmanni [Charadriiformes, Glareolidae][1]
- 2011: The first report of Knemidocoptes intermedius Fain et Macfarlane, 1967 (Acari: Astigmata) in naturally infected European birds[1]